# لئونارد سارکیسف
لئونارد سارکیسف (ارمنی: Լեոնարդ Սարկիսով؛ انگلیسی: Leonard Sarkisov؛ ۵ سپتامبر ۱۹۳۱ – ۲۸ اکتبر ۱۹۹۸) یک بازیگر اهل ارمنستان بود. وی بین سال‌های ۱۹۷۴ تا ۱۹۹۸ میلادی فعالیت می‌کرد.

## گزیده فیلم‌شناسی
از فیلم‌ها یا برنامه‌های تلویزیونی که وی در آن نقش داشته است می‌توان به گیکور (فیلم ۱۹۸۲)، آخرین یکشنبه، حیاط ما، اشاره کرد.